# دنیل سوباشیچ
دنیل سوباشیچ (کرواتی: Danijel Subašić؛ زادهٔ ۲۷ اکتبر ۱۹۸۴) بازیکن بازنشسته فوتبال اهل کرواسی است که در پست دروازه‌بان بازی می کرد.
وی برای تیم ملی فوتبال کرواسی ۴۴ بازی انجام داده‌است.